# Orizaba (Veracruz)
Orizaba egy város Mexikó Veracruz államának középső részén, lakossága 2010-ben meghaladta a 120 000 főt.

## Földrajz
A település Veracruz állam középső részén, a középponttól délnyugati irányban helyezkedik el a Vulkáni-kereszthegység és a Déli-Sierra Madre hegységek találkozásánál, egy, a tenger szintje felett 1200–1300 méteres magasságban húzódó völgyben. A városon átvezető északkelet–délnyugati irányú út mentén több nagyobb település is kialakult, amelyek mára egybeépültek egymással, közülük Orizaba a legnagyobb. A várostól mintegy 25 km távolságra északnyugati irányban emelkedik Mexikó legmagasabb hegye, a Citlaltépetl, amelyet szintén szoktak Orizabának is nevezni. A területen az éves átlaghőmérséklet 16–20 °C körüli, a csapadék mennyisége 1500–2000 mm.

## Népesség
A település népessége a közelmúltban általában lassan növekedett, de volt, amikor csökkent:
| Év   | Lakosság |
| ---- | -------- |
| 1990 | 114 216  |
| 1995 | 114 341  |
| 2000 | 118 552  |
| 2005 | 117 273  |
| 2010 | 120 844  |

## Története
A város neve a navatl nyelvből származik. Az ahuiliztli („boldogság”) és az apantli („folyó”) szavak összetételéből először kialakult az Ahualizapan név, amely később az Aulizaba, végül az Orizaba alakra egyszerűsödött.
A település már a spanyol hódítás előtt is létezett, az első európai, aki itt járt, Hernán Cortés volt 1520-ban, majd 1535-ben felépültek a gyarmatosítók első házai. 1569-ben hozták létre Cocolapan városrészt, majd 1601-ben Omiquilát és Jalapillát. Az első iskola 1600-ban jött létre, 1610-ben pedig felépült a város első malma. 1618-ban alapították a San Juan de Dios-templomot és -kórházat, 1712-ben a Barrio Nuevo nevű városrészt, 1725-ben a Néri Szent Fülöp-templomot, 1735-ben pedig a Carmen-kolostort. III. Károly spanyol király jóvoltából 1765-ben megalakulhatott az első önkormányzat, bár a villa rangot csak 1774-ben nyerte el a település és címert is csak 1776-ban kapott. Az ivóvizet 1768-ban vezették be.
1797-ben ferences szerzetesek telepedtek le Orizabában, 1819-ben pedig földrengés rongálta meg az egyik templomot. 1825-ben alapította meg José Sánchez Oropeza a helyi Colegio Nacionalt, 5 évvel később pedig ciudad rangra emelkedett a város. 1836-ban alapította meg Lucas Alamán y Escalada a környék első textilgyárát Cocolapanban, 1838-ban Félix Mendarte létrehozta az első nyomdát, egy évvel később szeptember 17-én elindult az első helyi újság, a La Luz, majd 1855-ben felavatták az Alamedát (más néven Kolumbusz park). A fejlődést azonban hátráltatták a következő évek háborúi: 1862-ben Jesús González Ortega a Borrego-hegyi csatában hősiesen védekezett ugyan a francia megszállók ellen, de mégis az ellenség győzedelmeskedett.
1863-ban született meg az a rendelet, ami Veracruz államnak a Veracruz-Llave nevet adta, az orizabai származású Ignacio de la Llave tábornok tiszteletére. 1878-ban az állam fővárosát Orizabába helyezték át, igaz, csak ideiglenesen, mivel 1885-ben a főváros Xalapába költözött. 1885-ben avatták fel a Juan de la Luz Enríquezről elnevezett községi temetőt, 9 évvel később pedig az új községi palotát, az Európából hajókon ideszállított vaselemekből készült Palacio de Hierrót. 1892-ben alakult meg a közeli Río Blancó-i textilgyár, ahol 1906-ban később véres zavargásokba torkolló sztrájk tört ki. 1896-ban jött létre a Moctezuma sörfőzde, majd 1914-ben két évre ideiglenesen ismét Orizaba lett az állam fővárosa. 1940-ben hurrikán pusztított a városban, 1992-ben pedig felújították a Néri Szent Fülöp-templomot, ahol megnyitották az állam művészeti múzeumát.

## Gazdaság
A városban működik a Cervecería Cuauhtémoc Moctezuma egyik sörgyára.

## Turizmus, látnivalók
A városban számos régi templom és más vallási épület található: a Szent Mihály-, a churriguereszk stílusú Szent Gertrúd-, a romanikus Santa María de los Siervos- és a klasszicista San José de Gracia-templom, valamint a 18. századi barokk Carmen- és a Concordia-kolostor. A korábban községi palotaként, ma múzeumként szolgáló Palacio de Hierro különlegessége, hogy Gustave Eiffel tervezte, vaselemeit Belgiumban gyártották, majd hajón szállították Mexikóba. Orizaba legfontosabb múzeuma a veracruzi állami művészeti múzeum, ahol 8 teremben több mint 600 alkotást állítottak ki.
A környék természeti szépségei közül kiemelkedik az Elefánt nevű, 20 méter magas vízesés, valamint a közelben emelkedő Citlaltépetl, Mexikó legmagasabb hegye is.

## Sport
Orizaba Mexikó egyik sporttörténelmi helyszíne: itt alakult meg 1898-ban az az atlétikai klub, ami 1901-ben labdarúgócsapattal bővült, ami az 1902-ben induló, igaz, még csak amatőr labdarúgó-bajnokság első győztese volt. Ma ez a klub Albinegros de Orizaba néven létezik, és csak a harmadosztályú bajnokságban szerepel.